# Rollover DJ
"Rollover DJ" é uma canção da banda australiana de rock Jet, contida em seu primeiro álbum de estúdio, Get Born.
A música foi lançada como segundo single do álbum — com exceção dos Estados Unidos, onde foi o terceiro single — em 3 de Novembro de 2003, em CD e vinil de 12 polegadas. "Rollover DJ" foi promovida com o lançamento de dois videoclipes.
Uma crítica da Pitchfork Media afirmou que a música possui uma certa ironia: enquanto sua letra critica os DJs pelo fato de tocarem músicas de outros artistas, ela acusa o Jet de fazer o mesmo, ao "roubar" os estilos musicais de grupos como The Rolling Stones, The Kinks e AC/DC.

## Lista de faixas
CD E7486CD1
1. Rollover DJ
2. Sgt Major
3. Are You Gonna Be My Girl (ao vivo da XFM)
4. Rollover DJ (vídeo promocional)

CD E7486CD2 
1. Rollover DJ
2. You Don't Look The Same (demo)
3. Cold Hard Bitch (ao vivo do The Mercury Lounge, Nova York)
4. Rollover DJ (ao vivo do Pentonville Prison Officer's Club)

12" E7486T 

- Lado A:

1. Rollover DJ

- Lado B:

1. Sgt Major
2. You Don't Look The Same (demo)